# Новачиська сільська рада
Новачиська сільська рада — колишній орган місцевого самоврядування у Хорольському районі Полтавської області з центром у c. Новачиха.
Населення — 823 особи.

## Населені пункти
Сільраді були підпорядковані населені пункти:
- c. Новачиха
- с. Зубенки
- с. Левченки
- с. Оріхівщина
- с. Остапенки